# Ludwig Blenker
Ludwig ( i USA Louis) Blenker, född 31 juli 1812 i Worms, död 31 oktober 1863 i Rockland County, New York, var en tysk revolutionsman och sedermera amerikansk general.
Blenker inträdde vid 20 års ålder i den bayerska legion, som följde kung Otto till Grekland, tog 1837 avsked som löjtnant och slog sig kort därpå ned som vinhandlare i sin födelsestad. Efter tilldragelserna i februari 1848 blev han överste för borgarbeväpningen i Worms, kastade sig 1849 in i den pfalzisk-badensiska revolutionsrörelsen och fick befälet över upprorsmännen i Pfalz. Efter att ha misslyckats i sitt anfall på det befästa Landau in der Pfalz måste han undan de anryckande preussarna dra sig över till Baden, stred där mot regeringstrupperna, men tvingades kort därefter fly till Schweiz. I september 1849 utvisades han därifrån och emigrerade då till USA.
Vid amerikanska inbördeskrigets utbrott, 1861, blev han överste i nordstaternas armé, vars återtåg han skyddade efter första slaget vid Bull Run. Han befordrades till brigadgeneral och kommenderade en division av Potomacarmén, beordrades sedan till West Virginia och deltog där i slaget vid Cross Keys (1862). Han togs ur tjänst 1863 och avled samma år.